# Ben Askren
Benjamin Michael Askren (Cedar Rapids, 18 luglio 1984) è un ex artista marziale misto e lottatore statunitense.
Dal 2014 al 2018 è stato campione dei pesi welter nella promozione asiatica ONE FC dopo aver detenuto il titolo dal 2010 al 2013 nella Bellator (dove ha vinto anche il torneo di categoria della seconda stagione). Nel 2019 si è accasato nella UFC, dove ha annunciato il ritiro dopo soli tre incontri.
Nella lotta libera è stato uno dei migliori della propria generazione e ha preso parte alle olimpiadi di Pechino 2008; è stato inoltre campione panamericano nel 2005 e campione del mondo FILA di grappling nel 2009.

## Carriera nella lotta libera
Askren è stato per due volte campione NCAA di lotta libera nel 2006 e 2007, mentre nel 2004 e nel 2005 perse la finale; è stato per quattro anni consecutivi dal 2004 al 2007 un all-american, e in quegli anni vinse per tre volte il campionato Big 12 Conference.
Ottenne ulteriori successi a livello nazionale nella sua categoria di peso, e nel 2005 vinse la sua prima medaglia d'oro in un campionato internazionale ai giochi panamericani, tenutisi a Città del Guatemala.
Nel 2008 vinse i trial per partecipare alle olimpiadi di Pechino nella categoria fino ai 74 kg: nel torneo olimpico Askren venne sonoramente sconfitto dal cubano Iván Fundora al secondo turno, sconfitta che lo stesso Askren definì meritata.
Negli anni a seguire Askren lasciò la lotta libera per concentrarsi su arti marziali miste e grappling: in quest'ultima disciplina vinse un campionato del mondo FILA nel 2009 e lo stesso anno raggiunse i quarti di finale all'ADCC Submission Wrestling World Championship, venendo sconfitto dal brasiliano Pablo Popovitch.
Nel settembre 2013 tornò a competere da professionista nella lotta prendendo parte al primo evento della promozione Agon Wrestling Championships, sconfiggendo il due volte campione NCAA Quentin Wright con il punteggio di 22-8.

## Carriera nelle arti marziali miste

### Inizi
Con un eccezionale background di lottatore, Askren iniziò la sua carriera nelle arti marziali miste nel 2009, lottando in organizzazioni minori come HP e MFDM, e vincendo i suoi primi tre incontri, tutti in poco più di un minuto per KO o sottomissione.

### Bellator Fighting Championships
Askren entra nella prestigiosa organizzazione Bellator nel 2010, prendendo parte al torneo dei pesi welter della seconda stagione che avrebbe decretato lo sfidante al campione in carica Lyman Good.
Nei quarti di finale affronta e sconfigge per sottomissione nel primo round Ryan Thomas, un ex campione della lega Courage FC.
Curiosamente in semifinale Askren affronta nuovamente Thomas, in quanto il semifinalista Jim Wallhead non poté combattere a causa di un infortunio: Askren vinse ancora, questa volta ai punti.
In finale affrontò l'esperto Dan Hornbuckle, dominandolo con la sua abilità nella lotta libera e vincendo il torneo.
In qualità di primo sfidante al titolo, Askren affrontò il campione Lyman Good nell'ottobre del 2010, vincendo ai punti sempre con la strategia di controllo dell'avversario a terra, nonostante Good fosse riuscito a colpire violentemente Askren con un calcio dal basso e riuscì anche a immobilizzarlo con uno strangolamento che non andò a buon fine; Askren divenne quindi il nuovo campione dei pesi welter Bellator, il secondo nella storia dell'organizzazione.
Nel 2011 affrontò Nick Thompson in un incontro non valido per il titolo, vincendo sempre alla stessa maniera, facendo valere la migliore tecnica nel wrestling.
La prima difesa del titolo avvenne lo stesso anno contro il campione del torneo della quarta stagione ed ex campione IFL e lottatore Strikeforce Jay Hieron, vincendo per pochissimi punti con una decisione dei giudici di gara non unanimemente concorde.
Nel 2012 allo stesso modo sconfisse il contendente brasiliano Douglas Lima per decisione unanime con un'altra noiosa performance di lay and pray, causando i fischi da parte del pubblico che non approvò lo spettacolo; Askren difese così per la seconda volta il titolo Bellator e portò il proprio record personale a 10-0, venendo inserito da diversi esperti del settore tra i primi dieci pesi welter del mondo.
Nel gennaio 2013 riesce nella sua terza difesa del titolo contro il francese Karl Amoussou, imponendosi grazie alla sua lotta e al suo migliorato ground and pound che ferisce gravemente il volto dell'avversario costretto allo stop medico al termine della terza ripresa.
Difende la cintura per la quarta volta in agosto contro il promettente russo Andrey Koreshkov, vincendo per KO tecnico durante il quarto round.
In novembre l'amministratore delegato della Bellator Bjorn Rebney annuncia il licenziamento di Ben Askren, il quale era ancora campione imbattuto dei pesi welter, dovuto ad una disputa sul suo rinnovo contrattuale e al malcelato interesse da parte dell'ex lottatore olimpico nel confrontarsi con i top fighter che militano nell'UFC: Askren lascia così la promozione da campione con un record parziale di 9 vittorie e nessuna sconfitta.

### ONE Fighting Championship
Già nel dicembre 2013 si unisce al team di Singapore Evolve MMA, del quale fanno parte alcuni lottatori di alto livello come Shinya Aoki e Rafael dos Anjos, e successivamente annuncia di aver trovato un accordo con la promozione ONE FC.
Esordisce nell'organizzazione del sud-est asiatico nel maggio 2014 con una vittoria per sottomissione durante il primo round contro l'esperto di combat sambo Bakhtiyar Abbasov; in agosto combatte contro il campione in carica Nobutatsu Suzuki e vince per KO tecnico in poco più di un minuto, divenendo il nuovo campione dei pesi welter.
Nel gennaio 2015 torna alla lotta per affrontare il numero 2 della nazionale statunitense Clayton Foster in un incontro al limite degli 85 kg, incontro che perde con il punteggio di 10-3.
Tra il 2015 e il 2017 combatte altre cinque volte ottenendo un NC e quattro vittorie (di cui una in un incontro non titolato) mantenendo quindi il titolo.

### UFC e ritiro
Il 3 novembre 2018 viene annunciato che la UFC e la ONE hanno realizzato uno "scambio di campioni" tra loro in virtù del quale Demetrious Johnson passa alla federazione asiatica mentre Askren si accasa alla corte di Dana White.
Funky debutta in UFC il 2 marzo 2019 contro l'ex campione dei pesi welter Robbie Lawler: l'incontro si chiude tuttavia in modo controverso in quanto l'arbitro Herb Dean aggiudica la vittoria per sottomissione ad Askren ritenendo che Lawler avesse perso i sensi a seguito della bulldog choke applicatagli dall'avversario quando in realtà era ancora pienamente cosciente.
Il 6 luglio subisce la prima sconfitta in carriera quando viene messo KO dopo soli cinque secondi da Jorge Masvidal, che lo stende con una ginocchiata in salto; il 26 ottobre Askren patisce la seconda sconfitta consecutiva, stavolta per mano dell'ex contendente al titolo e campione del mondo di BJJ Demian Maia, che lo sottomette con una rear naked choke; l'incontro vince il riconoscimento Fight of the Night.
Poco meno di un mese dopo, ai microfoni di Ariel Helwani annuncia il ritiro dalle MMA.

## Risultati nelle arti marziali miste
| Risultato  | Record   | Avversario         | Metodo                                    | Evento                                  | Data             | Round | Tempo | Città                      | Note                                                             |
| ---------- | -------- | ------------------ | ----------------------------------------- | --------------------------------------- | ---------------- | ----- | ----- | -------------------------- | ---------------------------------------------------------------- |
| Sconfitta  | 19-2 (1) | Demian Maia        | Sottomissione Tecnica (rear naked choke)  | UFC Fight Night: Maia vs. Askren        | 26 ottobre 2019  | 3     | 3:54  | Singapore, Singapore       | Fight of the Night                                               |
| Sconfitta  | 19-1 (1) | Jorge Masvidal     | KO (ginocchiata volante)                  | UFC 239: Jones vs. Santos               | 6 luglio 2019    | 1     | 0:05  | Paradise, Stati Uniti      |                                                                  |
| Vittoria   | 19-0 (1) | Robbie Lawler      | Sottomissione Tecnica (bulldog choke)     | UFC 235: Jones vs. Smith                | 2 marzo 2019     | 1     | 3:20  | Las Vegas, Stati Uniti     | Debutto in UFC                                                   |
| Vittoria   | 18-0 (1) | Shin'ya Aoki       | KO tecnico (pugni)                        | ONE Championship 64: Immortal Pursuit   | 24 novembre 2017 | 1     | 0:57  | Kallang, Singapore         | Difende il titolo dei pesi welter ONE FC                         |
| Vittoria   | 17-0 (1) | Zebaztian Kadestam | KO tecnico (pugni)                        | ONE Championship: Shangai               | 2 settembre 2017 | 2     | 4:09  | Shangai, Cina              | Difende il titolo dei pesi welter ONE FC                         |
| Vittoria   | 16-0 (1) | Agilan Thani       | Sottomissione (triangolo di braccio)      | ONE Championship 55: Dynasty of Heroes  | 26 maggio 2017   | 1     | 2:20  | Kallang, Singapore         | Difende il titolo dei pesi welter ONE FC                         |
| Vittoria   | 15-0 (1) | Nikolay Aleksakhin | Decisione (unanime)                       | ONE Championship 41: Global Rivals      | 15 aprile 2016   | 5     | 5:00  | Pasay, Filippine           | Incontro non titolato, Aleksakhin mancò il limite di peso        |
| No Contest | 14-0 (1) | Luis Santos        | No Contest (colpo all'occhio accidentale) | ONE Championship 26: Valor of Champions | 24 aprile 2015   |       |       | Pasay, Filippine           | Difende il titolo dei pesi welter ONE FC                         |
| Vittoria   | 14-0     | Nobutatsu Suzuki   | KO Tecnico (pugni)                        | ONE FC 19: Reign of Champions           | 29 agosto 2014   | 1     | 1:24  | Dubai, EAU                 | Vince il titolo dei Pesi Welter ONE FC                           |
| Vittoria   | 13-0     | Bakhtiyar Abbasov  | Sottomissione (triangolo di braccio)      | ONE FC 16: Honor and Glory              | 30 maggio 2014   | 1     | 4:21  | Singapore                  | Debutto in ONE FC                                                |
| Vittoria   | 12-0     | Andrey Koreshkov   | KO Tecnico (pugni)                        | Bellator XCVII                          | 31 luglio 2013   | 4     | 2:58  | Albuquerque, Stati Uniti   | Difende il titolo dei Pesi Welter Bellator, poi lasciato vacante |
| Vittoria   | 11-0     | Karl Amoussou      | KO Tecnico (stop medico)                  | Bellator LXXXVI                         | 24 gennaio 2013  | 3     | 5:00  | Thackerville, Stati Uniti  | Difende il titolo dei Pesi Welter Bellator                       |
| Vittoria   | 10–0     | Douglas Lima       | Decisione (unanime)                       | Bellator LXIV                           | 6 aprile 2012    | 5     | 5:00  | Windsor, Canada            | Difende il titolo dei Pesi Welter Bellator                       |
| Vittoria   | 9–0      | Jay Hieron         | Decisione (non unanime)                   | Bellator LVI                            | 29 ottobre 2011  | 5     | 5:00  | Kansas City, Stati Uniti   | Difende il titolo dei Pesi Welter Bellator                       |
| Vittoria   | 8–0      | Nick Thompson      | Decisione (unanime)                       | Bellator XL                             | 9 aprile 2011    | 3     | 5:00  | Newkirk, Stati Uniti       |                                                                  |
| Vittoria   | 7–0      | Lyman Good         | Decisione (unanime)                       | Bellator XXXIII                         | 21 ottobre 2010  | 5     | 5:00  | Filadelfia, Stati Uniti    | Vince il titolo dei Pesi Welter Bellator                         |
| Vittoria   | 6–0      | Dan Hornbuckle     | Decisione (unanime)                       | Bellator XXII                           | 17 giugno 2010   | 3     | 5:00  | Kansas City, Stati Uniti   | Vince il torneo dei Pesi Welter Bellator II                      |
| Vittoria   | 5–0      | Ryan Thomas        | Decisione (unanime)                       | Bellator XIX                            | 20 maggio 2010   | 3     | 5:00  | Grand Prairie, Stati Uniti | Torneo dei Pesi Welter Bellator II, Semifinale                   |
| Vittoria   | 4–0      | Ryan Thomas        | Sottomissione (ghigliottina)              | Bellator XIV                            | 15 aprile 2010   | 1     | 2:40  | Chicago, Stati Uniti       | Torneo dei Pesi Welter Bellator II, Quarti di finale             |
| Vittoria   | 3–0      | Matt Delanoit      | Sottomissione (north-south choke)         | MFDM: Ballroom Brawl                    | 28 agosto 2009   | 1     | 1:15  | Des Moines, Stati Uniti    |                                                                  |
| Vittoria   | 2–0      | Mitchell Harris    | Sottomissione (triangolo di braccio)      | HP: The Patriot Act 2                   | 25 aprile 2009   | 1     | 1:27  | Columbia, Stati Uniti      |                                                                  |
| Vittoria   | 1–0      | Josh Flowers       | KO Tecnico (pugni)                        | HP: The Patriot Act                     | 7 febbraio 2009  | 1     | 1:25  | Columbia, Stati Uniti      |                                                                  |

## Record di boxe professionistica
| Risultato | Record | Avversario | Metodo | Round, tempo | Data           | Luogo                                                 | Note |
| --------- | ------ | ---------- | ------ | ------------ | -------------- | ----------------------------------------------------- | ---- |
| Sconfitta | 0-1    | Jake Paul  | TKO    | 1 (6), 2:00  | 17 aprile 2021 | Mercedes-Benz Stadium, Atlanta, Stati Uniti d'America |      |